# Ian Bogie
Ian Bogie (Newcastle upon Tyne, 6 dicembre 1967) è un allenatore di calcio ed ex calciatore inglese, di ruolo centrocampista.

## Carriera

### Giocatore
Esordisce tra i professionisti nella stagione 1986-1987 all'età di 19 anni con la maglia del Newcastle Utd, con cui gioca una partita nella prima divisione inglese; rimane alle Magpies anche nelle stagioni 1987-1988 e 1988-1989, nelle quali gioca rispettivamente 3 e 6 partite sempre in prima divisione. Nella seconda parte della stagione 1988-1989 gioca poi al Preston N.E., dove viene mandato in uno scambio alla pari con Gary Brazil: qui, conclude la stagione realizzando una rete in 13 presenze in terza divisione. Rimane poi nel club anche per le successive due stagioni, trascorse entrambe giocando da titolare in terza divisione, per poi essere ceduto per 145000 sterline al Millwall.
Con la maglia dei Lions disputa due campionati consecutivi in seconda divisione, per complessive 47 presenze; dopo ulteriori 4 presenze ed una rete sempre in seconda divisione nelle prime settimane della stagione 1993-1994, viene ceduto a campionato iniziato per 75000 sterline al Leyton Orient, con cui tra l'ottobre del 1993 ed il marzo del 1995 totalizza complessivamente 65 presenze e 5 reti in terza divisione, venendo poi ceduto per 50000 sterline al Port Vale, con cui conclude la stagione 1994-1995 realizzando 2 reti in 9 partite di campionato. Rimane poi con i Valiants anche nelle successive cinque stagioni, tutte giocate in seconda divisione, nelle quali totalizza complessivamente 145 presenze e 7 reti in partite di campionato. Gioca infine un'ultima stagione tra i professionisti, realizzando una rete in 21 presenze in quarta divisione con i Kidderminster: arriva così ad un totale di 382 presenze e 28 reti nei campionati della Football League. Continua in realtà a giocare fino al 2004, trascorrendo tre stagioni nei dilettanti dei Bedlington Terriers, in nona divisione

### Allenatore
Nella stagione 2006-2007 è vice (e per un breve periodo anche giocatore) del Gateshead; a stagione in corso viene promosso ad allenatore del club, incarico che mantiene fino al 2012, conquistando una promozione dalla Conference North alla Conference National vincendo i play-off nella stagione 2008-2009. Nel 2013 allena lo Stockport County, rimanendo in carica per 10 partite, nelle quali raccoglie una vittoria, 2 pareggi e 7 sconfitte; in seguito allena anche nelle giovanili del Newcastle.

## Palmarès

### Giocatore

#### Competizioni giovanili
- FA Youth Cup: 1

Newcastle: 1984-1985